# Дев'ять з половиною тижнів
«Де́в'ять з полови́ною ти́жнів» (англ. Nine ½ Weeks) — художній фільм в жанрі еротичної мелодрами Едріана Лайна за однойменним романом Елізабет Макнілл. Прем'єра відбулася 14 лютого 1986 року.

## Сюжет
Назва фільму відповідає тривалості стосунків між інвестором з Волл-стріт Джоном Греєм і розлученою співробітницею картинної галереї Елізабет МакГроу, які зустрілися в Нью-Йорку.
Вони часто пробують різноманітні сексуальні і еротичні дії, включаючи епізод, в якому Джон проводить по тілу Елізабет льодом, зав'язавши їй перед цим очі; епізод, в якому Джон годує Елізабет, що закрила очі, з ложечки різними видами солодощів; епізод, в якому пара займається сексом на сходах; і стриптиз Елізабет під пісню Ренді Ньюмана «You Can Leave Your Hat On» у виконанні Джо Кокера.
Фільм описує висхідну спіраль сексуальних стосунків у міру того, як Джон штовхає межі сприйняття Елізабет в напрямку емоційного зриву. Він часто маніпулює нею, отримуючи те, чого хоче під час сексу, і часом зловживає, знаючи, що вона не зможе цьому протистояти. Фільм наповнений символізмом і метафорами. Наприклад, спіймана і з'їдена риба використовується протягом фільму як символ емоційного стану Елізабет.

## У ролях
- Міккі Рурк — Джон Грей
- Кім Бейсінгер — Елізабет Макгроу
- Маргарет Віттон — Моллі
- Девід Маргуліс — Харві
- Крістін Баранскі — Тіа
- Карен Янг — Сью
- Олек Крупа — Брюс

## Номінації
- 1987 — Антипремія «Золота малина»
  - Найгірша акторка — Кім Бейсінгер
  - Найгірший сценарій
  - Найгірша оригінальна пісня — Джонатан Еліас, Джон Тейлор, Міхаель Дес Баррес — «I Do What I Do» (тема до «Дев'ять з половиною тижнів»)

## Саундтрек
В саундтрек фільму увійшли пісні Джо Кокера, Стюарта Коупленда, Джона Н. Тейлора, Браяна Феррі, Кору Харта, Dalbello, Devo, Eurythmics, Luba. У фільмі також звучали композиції Браяна Іно, Вінстона Греннана і Жана-Мішеля Жарра, що не увійшли до саундтреку.

## Продовження
У 1997 році вийшов фільм «Інші 9 1/2 тижнів, або Любов у Парижі», у якому головний герой (Міккі Рурк) намагається розшукати Елізабет, але в результаті заводить роман з її подругою.

## Ланки
- 9½ тижнів на сайті IMDb (англ.)
- 9½ тижнів на сайті AllMovie (англ.)
- 9½ тижнів на сайті Rotten Tomatoes (англ.)
- 9½ тижнів на сайті Box Office Mojo (англ.)
- Рецензія в «Літературній газеті»